# Белградска област
Белградската област е съставна част от Първата и Втората българска държава. Тя включва териториите на изток до река Велика Морава (която я разделяла от съседната Браничевска област); на северозапад – по Дунав до Белградската крепост; на запад – до река Колубара с крепостта Анище; и на югозапад-юг откъм сръбските земи – до планината Рудник  със северозападната полоса на т.нар. моравска укрепителна система. 
Областта е включена в границите на България по времето на кан Омуртаг, като на Белград (поради стратегическото му местоположение) веднага е даден статут на български комитат. 
По времето на византийската власт над българските земи Белград с прилежащата му област е в границите на Византия, като владеенето им нееднократно е предмет на главен спор между Византийската империя и Кралство Унгария в четирите византийско-унгарски войни.
Съседната Сремска област (управлявана от Сермон) е последната българска област, завладяна  от византийците през 1019 г., а през 1040 г. от Белград избухва въстанието на Петър Делян срещу византийските завоеватели.
От самото начало на Втората българска държава Белградската област е в границите на България. Със създаването на независимата от Охридската – Сръбска архиепископия в 1219 г., Белградската област обособена юрисдикционно в Белградска епархия е в дицоеза на Търновската патриаршия (от 1235 г.). 
През втората половина на XIII век областта отново в границите на Търновското царство, и в апанаж на редица феодали – Ростислав Михайлович, Яков Светослав.
В края на Xiii век българското владение на областта е многократно оспорвано от Короната на свети Стефан, като след разгрома на братята Дърман и Куделин влиза за малко в състава на средновековното сръбско кралство на Стефан Драгутин, който обаче е унгарски васал. Със смъртта на Драгутин, рашкият крал Стефан Дечански отнема от владението на племенника си Стефан Владислав II – Белградската област.
След най-известната косовска битка Белградската област е във владение на Моравското деспотство, но без Белградската крепост – която е отстъпена на Унгарското кралство като фортификация, и с цел да не попадне в ръцете на османците, които да атакуват Панония. От тогава областта като самостоятелна военно-административна единица не съществува, като османците обособяват Смедеревски санджак, който неизменно е в състава на софийското бейлербейство, т.е. на Румели.
От 1459 г. територията на Белградската област (без Белград – от 1521 г.) е в състава на Османската империя.